# Louis Chartoire
Pour les articles homonymes, voir Chartoire.
Louis-Antoine Chartoire, né le 1er juin 1895 à Marsat (Puy-de-Dôme), mort le 8 novembre 1992 à Clermont-Ferrand, est un aviateur français, as de la Première Guerre mondiale.

## Biographie
Mobilisé pendant la Première Guerre mondiale dans l'infanterie, il est gravement blessé. Il entre dans l'aviation en 1917. Le capitaine Chartoire totalise 198 patrouilles de chasse, 12 missions, 5 victoires officielles, 8 probables.
Après la guerre, il continue à pratiquer l'aviation. Avec l'as Gilbert Sardier, il fonde l'aéroclub d'Auvergne à Aulnat, près de Clermont-Ferrand (1920). Il s'investit aussi dans des entreprises et sera président de la chambre de commerce clermontoise.
À sa mort en 1992, il était le dernier survivant des 228 as officiels français de la Première Guerre mondiale. Il repose au cimetière de Chamalières.